# René Lotz
Cornelis Gerardus René Lotz (Stein, 18 april 1938) is een Nederlands voormalig professioneel wielrenner.
Nog voordat Lotz professioneel was werd hij in 1957 al tweede in de Ronde van Limburg. Een jaar later werd hij opnieuw tweede maar won hij wel de Ronde van Midden-Nederland en de Omloop der Kempen. In 1960 werd hij tweede in de Omloop der Kempen en werd verrassend eerste in de Ronde van Oostenrijk.
René Lotz deed namens Nederland mee aan de Olympische Spelen van 1960 in Rome op de individuele wegwedstrijd en de ploegentijdrit. Bij de individuele wegwedstrijd is hij door pech uitgevallen. Bij de ploegentijdrit, die hij samen met Jan Hugens, Ab Sluis en Lex van Kreuningen reed belandde hij net buiten de medailles: ze eindigden als vierde. Vlak na de Spelen overwoog Lotz om te stoppen met wielrennen, omdat hij vond dat het participeren op de Spelen het hoogst haalbare zou zijn wat hij kon bereiken. Er kwam echter een aanbieding van een ploeg uit Frankrijk. Op aandringen van zijn toenmalige werkgever besloot hij het een jaar te proberen. Na een jaar knechtwerk te hebben verricht voor Jacques Anquetil stopte hij met wielrennen.

## Overwinningen
1958
- Omloop der Kempen
- Ronde van Midden-Nederland

1960
- Eindklassement Ronde van Oostenrijk

## Resultaten in voornaamste wedstrijden
| Jaar | Ronde van Italië | Ronde van Frankrijk | Ronde van Spanje |
| ---- | ---------------- | ------------------- | ---------------- |
| 1961 |                  |                     | opgave           |